# Kondratyjev-ciklus
A Kondratyjev-ciklus (gyakran Kondratyev-ciklus) vagy K-hullámok közgazdasági elmélete a „szokásos” 10–15 éves gazdasági ciklusokon kívül – aminek hatásait többé-kevésbé sikeresen csökkentette az 1980-as években megszűnt (pl. Magyarország 1989) állami tervgazdaság, illetve a Franklin D. Roosevelt-féle New Dealből származtatható modern polgári társadalom – egy hosszabb, 40–80 éves ciklus létezését állítja. (A különböző források eltérő ciklushosszakat említenek.)

## A kidolgozásról
A ciklus a nevét Nyikolaj Dmitrijevics Kondratyjev (1892–1938) szovjet–orosz közgazdászról, az elmélet megalkotójáról kapta. Kondratyjev a Szovjetunió első ötéves tervének kidolgozásában vett részt, és ezzel kapcsolatos kutatásai alapján publikálta a Hosszútávú ciklusok a gazdaságban című tanulmányát.

## A K-hullámokról

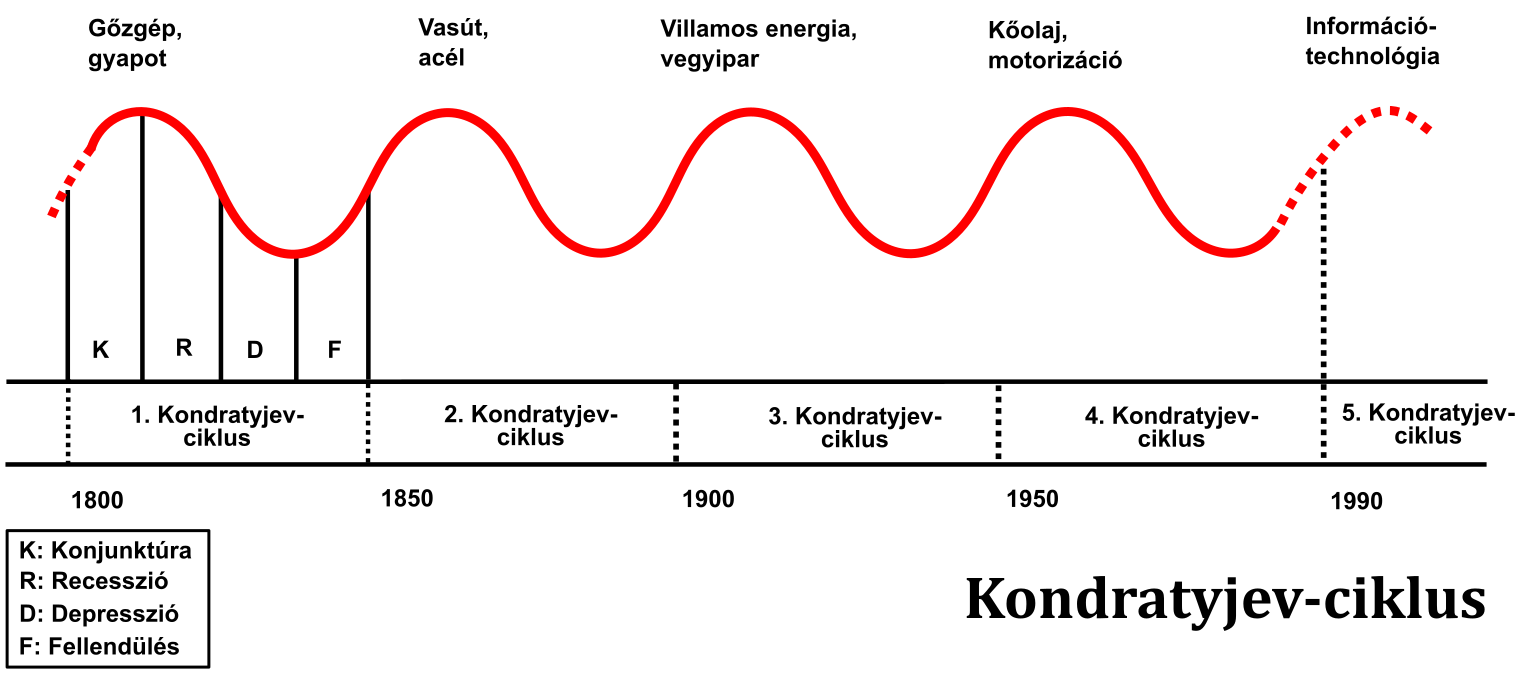
A Kondratyjev-ciklus, jól illeszkedik a 2008-as gazdasági világválság.

A Kondratyjev-ciklus léte nehezen bizonyítható vagy cáfolható, mivel a ciklusok hosszúak, és a kapitalista (értsd: magántulajdonon alapuló polgári társadalom, ma Magyarország is ilyen) világrend viszonylag fiatal, mindössze 4-6 teljes ciklus történhetett eddig.
A Kondratyjev-ciklus „hajtóereje” az új találmányok (találmánycsaládok) bevezetése, elterjedése és kifutása.
A pénzügyi megközelítés szerint pedig a pénzmennyiség növelése és csökkentése okozza a gazdasági fellendüléseket és a recessziókat. Ezt jól példázza, hogy még a válság előtt, a FED 1929. augusztus 9-én megkezdte az új pénzek visszatartását a kamatráta emelése révén, amit pár nappal később a Bank of England is megtett, valamint ezzel párhuzamosan elkezdte az állampapírok értékesítését, amely révén szintén csökkent a gazdaságban lévő pénz mennyisége. Az új hitelek visszatartása, valamint a meglévők visszahívása a spekulánsokat is érintette, így nem sokkal ezután, a részvénytőzsde szeptember 19-én elérte csúcspontját, majd esni kezdett, míg végül október 24-én összeomlott. A FED végül 1929 és 1933 között 33%-kal csökkentette a nemzet pénzkészletét. Közgazdasági körökben közismert, hogy elsősorban a FED okozta a Nagy Gazdasági Világválságot, és erről a Nobel-díjas közgazdász, Milton Friedman egy amerikai közszolgálati rádióban készített interjúban is beszámolt, 1996-ban. Ezt később a FED volt elnöke, Ben Bernanke is beismerte Milton Friedman 90. születésnapján, 2002-ben egy hivatalos összejövetelen.
- 1. ciklus: A gőzgép
  - 1770-es évek – 1830-as évek
- 2. ciklus: A vasútépítések kora
  - 1830-as évek – 1870-es évek
- 3. ciklus: Az elektromosság és a nehézipar kora
  - 1870-es évek – 1900-as évek
- 4. ciklus: Az olaj és az autógyártás kora
  - 1900-as évek – 1970-es évek
- 5. ciklus: Az informatika, lézertechnika kora[9]
  - 1970-es évek – 2008?
- 6. ciklus: Az űrkorszak, egészségügy? kora
  - 2008? -
- 7. ciklus: Túlélési technológiák kora[10]

A Kondratyjev-ciklusra jól illeszkedik a 2008-as gazdasági világválság.
Az űrkorszak felveti egyidejűleg a Föld és a hozzátartozó anyagi és szellemi javak megfelelő kiaknázását az ember túlélésének biztosítása céljából.
Táblázatba foglalva az eltelt évek alapján két nagy ciklus is kibontakozni látszik: 1770–1900, valamint 1900–2030? (ez 2×130 év lenne). A társadalmi-gazdasági folyamatok – emberi mértékkel mérve – igen hosszú ciklusidőkkel bírhatnak.
| Megnevezés         | 1. ciklus | 2. ciklus | 3. ciklus       | 4. ciklus | 5. ciklus         | 6. ciklus              | 7.ciklus                                    |
| Kulcs- technológia | Gőzgép    | Vasút     | Elektro- mosság | Olaj Autó | Informatika Lézer | Űrkorszak Egészségügy? | Túlélési technológiák ipari korszaka vagy ? |
| ------------------ | --------- | --------- | --------------- | --------- | ----------------- | ---------------------- | ------------------------------------------- |
| Ciklus első éve    | 1770      | 1830      | 1870            | 1900      | 1970              | 2008                   | 2030?                                       |
| Ciklus utolsó éve  | 1830      | 1870      | 1900            | 1970      | 2008?             | 2030?                  | ?                                           |
| Eltelt évek        | 60        | 40        | 30              | 70        | 38                | 22?                    | ?                                           |

## A megelőzésről
A politikai, gazdasági vezetők keveset tudnak tenni a hosszú gazdasági ciklusok ellen, mivel egy választási ciklus csak 4-5 évig tart, és a „hosszútávú” intézkedések nem feltétlenül jelennek meg a választási eredményekben. Egyes politikatannal foglalkozó szakemberek azt állítják, hogy nem véletlenül alakult ki a polgári demokráciákban, s immár Magyarországon is gyakorlatilag a kétpártrendszer. Ezt a demokratikus választási rendszer termeli ki mintegy két évtized alatt. Amennyiben nincs lényeges nézetkülönbség az egyes országokban a választási ciklusokban az egymást váltó két párt között, úgy elvileg ez nem lehet akadálya a hosszabb távú gazdasági intézkedések továbbvitelének. Úgy tűnik, hogy minden csak emberséges megegyezés kérdése lehetne. A országgyűlési képviseleti rendszer mindenhol lehetőséget ad bármelyik választási ciklusban a gazdasági intézkedések megismerésére, hiszen minden ezzel kapcsolatos törvényt az országgyűlés szavaz meg.
Az elmélet megítélésének rosszat tett, hogy egyes szovjet közgazdászok/propagandisták a Kondratyjev-ciklusra fűzték fel Lenin születését, Sztálin halálát és egyéb, a Szovjetunió életében „fontos” eseményeket.

## Kondratyjev elmélete
Joseph Schumpeter nyomán a következő négy konjunktúra-ciklust különbözteti meg a nemzetközi szakirodalom:
- a Kitchin-[14]  vagy leltár [készlet] ciklus 3-5 éves;
- a Juglar- [15] vagy állandó befektetési ciklus 8-10 éves;
- a Kuznets- vagy építési ciklus, 15-20 éves; ezt Kondratyjev még nem ismerte, mert Kuznets 1930-ban publikálta a könyvét.[16]
- a Kondratyjev- vagy hosszú a hullámok ciklus, 45-60 éves

Ezen kívül vannak évszázados trendek is, tehát a Kondratyjev-ciklusok is duplázódnak, de ettől Kondratyjev eltekintett.
Az első szinten Kondratyjev a piaci kínálatot tekinti változatlannak. Egyes áruk és javak ugyanis átalakítás nélkül rövid ideig funkcionálnak. Ide sorolható nagyon sok fogyasztási cikk, számos nyersanyagféleség és termelési eszköz. Ezen javak állományának cseréje és bővítése folyamatosan és rövid (1–4 év) időszak alatt megtörténhet. A második, már hosszabb periódusban az állótőke gépi állományát tekinti Kondratyjev változatlannak. Ide tartozik a termelési eszközök  (gépek, berendezések) nagy része. Utal Kondratyjev arra, hogy Marx megállapította, hogy a tízévenként visszatérő válságok vagy középciklusok anyagi alapja a tíz év élettartamú termelőberendezések anyagi elhasználódása, cseréje és bővítése, mivel az lökésszerűen történik. A fehérorosz származású, közgazdasági Nobel-emlékdíjas Simon Kuznets (Szemjon Abramovics Kuznyec) megállapította, hogy a lakó- és termelő üzemi célokat szolgáló épületek előállítási ideje, cseréje, illetve élettartama lengéseket okoz, amit nem tekintett ciklusnak. Ez az időtartam véleménye szerint 21–23 évre tehető. Így harmadikként egy középtávú egyensúlyi típus alakul ki. A negyedik egyensúlyi típus a hosszú ciklus anyagi bázisát Kondratyjev szerint az alapvető, évtizedekig funkcionáló tőkejavak állományának értékcsökkenése, pótlása és növekedése teremti meg. Ide olyan tőkejavak sorolhatók, mint a hatalmas építmények, a jelentős vasútvonalak, a csatornaépítés, a talajjavító berendezések, a kvalifikált munkaerő képzése stb.
A különböző periódusú gazdasági hullámzások összekapcsolhatók, a befektetések egyedi típusaival: a Kitchin- a készlet befektetéssel, a Juglar- a gépekbe és az eszközökbe történő befektetéssel, a Kuznets- az építési befektetéssel és végül a Kondratyjev-ciklus az alaptőkejavak létrehozásával. Természetesen más tényezők is szerepet játszanak a különböző periódusú ciklusok létrejöttében. [pl. az alapinnovációk a hosszú ciklusok létrejöttében, a napfoltok változása (William Stanley Jevons és Henry Ludwell Moore), pszichológiai tényezők [pl. Arthur Cecil Pigou stb.]. Látható, hogy a ciklusok időtartama [periódusa] duplázódik. Ugyanakkor a különböző időtartamú  ciklusok egyidejűek, keverednek, mozgásukkal csökkentik vagy növelik az  egész hullámzás amplitúdóját. Ha például az évszázados trend felszálló ága találkozik a Kondratyjev-ciklus leszálló ágával, akkor ez a válságot mérsékli, ellenkező esetben erősíti. Itt is érvényesül a fizikából ismert interferencia jelensége illetve törvénye. Egyszerű technikai eljárásokkal a ciklusokat részmozgásokra oszthatjuk, egyiket-másikat kiszűrhetjük a vizsgálni kívánt mozgás kimutatása érdekében.
Kondratyjev vizsgálatait kizárólag a kapitalista társadalom viszonyaira korlátozta. A gazdasági változások között evolucionárius, azaz megfordíthatatlan és konjunkturális, azaz megfordítható folyamatokat különböztetett meg. Megfordíthatatlannak tekintette például a népesség - illetve termelés-növekedési folyamatokat [más terminológiában ez határozza meg a növekedési pályát] megfordíthatónak, tehát hullámzónak, ismétlődőnek minősítette az árak – a kamatláb, a munkanélküliség aránya stb. – folyamatokat. A gazdasági fejlődés egésze véleménye szerint megfordíthatatlan folyamat, amelyben a haladás szakaszokon keresztül jut előre. Bizonyos elemek [árak, bérek, kamatlábak stb.] konjunkturális hullámzással jellemezhetők, más elemeknél az ingadozás komplex, a trendet és a különböző hullámzásokat együtt tartalmazza. Ez a megkülönböztetés meghatározza az igénybe vehető módszereket is. Kondratyjev vizsgálati módszerének az a lényege, hogy az árakat egyszerű statisztikai indexszel ábrázolja, egyes pénzügyi [kamatráta, bérek], a vegyes jellegű [külkereskedelmi forgalom], illetve tisztán naturális sorok esetében a trendtől való eltérés számítási módszerét alkalmazza. Az utóbbiaknál [külkereskedelem és termelés, valamint fogyasztás] mindig egy főre jutó adatokat használ, és a legkisebb négyzetek módszerével számított trendtől való eltéréseket vizsgálja úgy, hogy 9 éves mozgóátlagolással megpróbálja kiszűrni a rövidebb ciklusú mozgásokat. Additív, (összegszerű) kapcsolat esetén kivonta, multiplikatív (szorzat) kapcsolat esetén osztotta az eredeti idősort és a trendet. Kondratyjev francia, angol, német, amerikai (USA-beli) és a világgazdaságra vonatkozó sorok felhasználásával empirikus adatbázison – az ismertetett módszerrel – bizonyítja a hosszú hullámokra vonatkozó elméletét. A 21 naturális mutató közül csak 6 esetében nem tudta kimutatni a hosszú hullámzásokat. Ez utóbbiakat is ismerteti, ami tudományos objektivitására jellemző.
Kondratyjev végső következtetése: feltételezhető, hogy a kapitalista gazdaságban hosszú hullámok léteznek, amelyek átlagosan 50 évig tartanak. Kondratyjev 25 százalékos idő tartameltérést is megengedhetőnek tartott. Kondratyjev három hosszú ciklust mutatott ki. A későbbi vizsgálatok szerint 1930-tól 1945-ig leszálló ág következett be, az 1945–1973 között felszálló ág tekinthető a negyedik Kondratyjev-ciklusnak. A leszálló ág 1973 körül kezdődött és 2000 körül végződött. A felszálló ágat az elmélet hívei 2000 utánra tették. A 2008-ban kirobbant gazdasági világválság nem a Kondratyjev-ciklusokkal magyarázható.
A Kondratyjev-ciklusok alakulása:
1790–[1815]–1850                       1. Kondratyjev-ciklus, periódusa 60 év
1850–[1875]–1896                       2. Kondratyjev-ciklus, periódusa 46 év
1896–[1930]–1945                       3. Kondratyjev-ciklus, periódusa 49 év
1945–[1973]–2000                       4. Kondratyjev-ciklus, periódusa 55 év
Az évszázados trendek alakulása:
1740-[1817]-1896 periódusa 156 év.
1896-[1973]-?

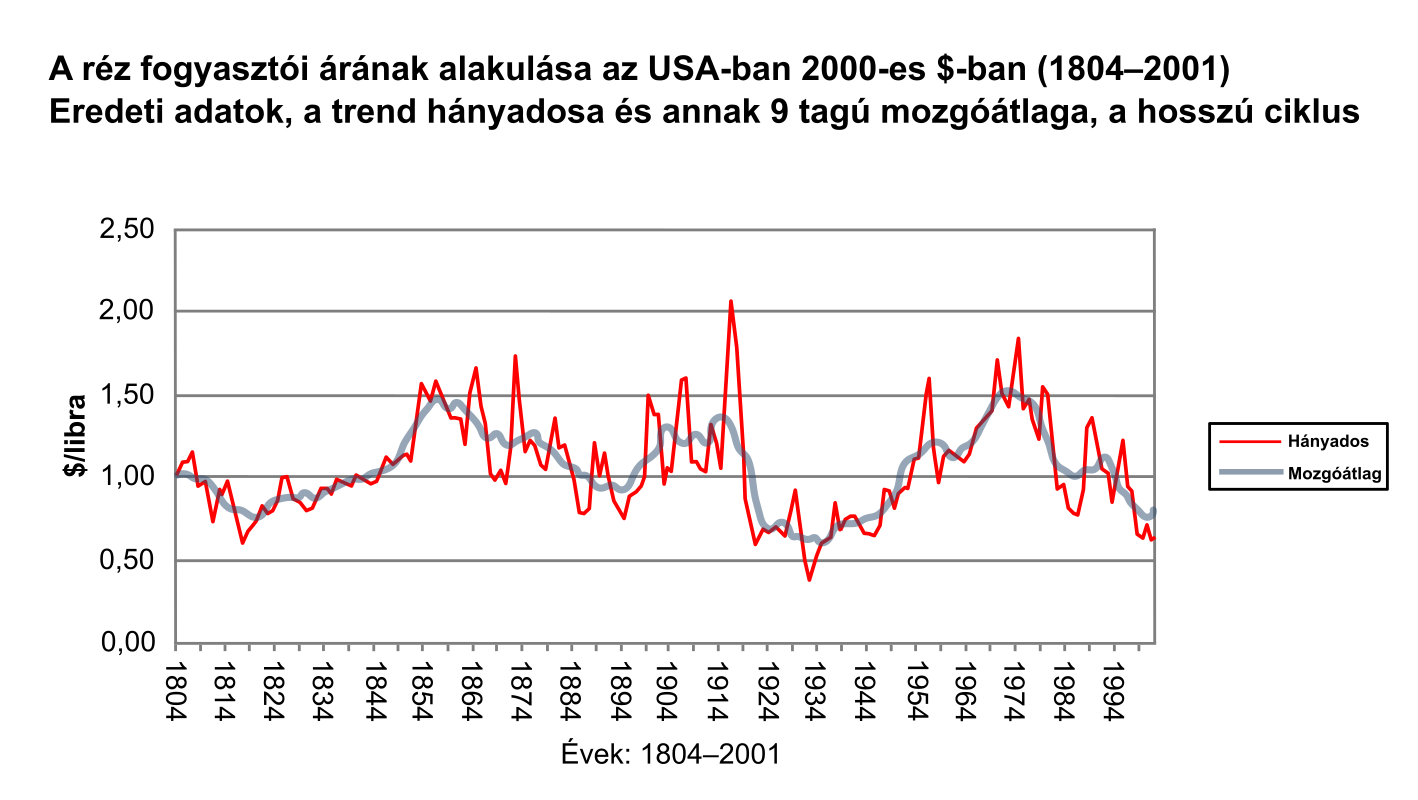
A réz fogyasztói árának alakulása az USA-ban 2000-es $-ban (1804–2001) Eredeti adatok, a trend hányadosa és annak 9 tagú mozgóátlaga, a hosszú ciklus

Kondratyjev négy empirikus szabályszerűséget állapított meg, ezek a következők:
- A hosszú ciklusok emelkedő hullámának kezdete előtt vagy a kezdetekor lényeges változások mennek végbe a gazdasági életben; találmányok születése és alkalmazásuk, változások a termelési viszonyokban, a világgazdasági kapcsolatok kiszélesedése, a pénzforgalom változásai, az aranytermelés felfutása.
- A hosszú ciklusok emelkedő hullámának időszakában sokkal gyakoribbak a társadalmi megrázkódtatások és fordulatok [forradalmak, háborúk];
- A hosszú ciklusok csökkenő hullámának időszakában a mezőgazdaság is tartós válságban van;
- A hosszú ciklusok hanyatló periódusában a 8-11 éves közepes ciklusok depressziós szakaszai hosszabbak és mélyebbek, míg a fellendülés rövid és gyenge

Excel parancsfájlok a Kitchin- és a Kondratyjev-ciklusok empirikus vizsgálatához.
- Kitchin féle (3-5) éves rövid, a Kondratyjev-féle (45-60) éves hosszú és az évszázados trendek kimutatására, empirikus vizsgálatára Kehl Dániel és Sipos Béla a A Pécsi Tudományegyetem Közgazdaságtudományi Karán Magyarországon elsőként parancsfájlokat dolgoztak ki. Ld.:idősor
- Letölthető és ingyen használható:[18][19] Kehl Dániel–Sipos Béla: Excel parancsfájlok felhasználása statisztikai elemzésekhez, teljes.[20]
- Kehl Dániel-Sipos Béla. Excel parancsfájlok felhasználása a statisztikai elemzésekben. Oktatási segédlet. Gyakorlati alkalmazások. OSZK-MEK (PDF és XLSM) (magyar nyelven). (Hozzáférés: 2022. március 1.)

Válassza a determinisztikus idősorkutatás.zip-et, ezen belül
- a rövid ciklusok átlagos periódushosszának becslésére használjuk:
  - ciklusfordulópontokszámítása.xlsm
  - ciklusfordulópontokszámítása10ezeradat.xlsm
- a rövid és hosszú konjunktúra-ciklusok becslésére már használhatjuk a trend-szezon –hibaszámítás Excel parancsfájlot, mert ismerjük a legrövidebb átlagos periódus hosszát, ez lesz a mozgó átlag tagszáma
  - trend-szezon-hibaszámítás.xlsm
  - trend-szezon-hibaszámítás10ezeradat.xlsm

Ha csak rövidebb ciklusokat vizsgálunk, akkor a szezonhatást küszöböljük ki mozgóátlagolással, s ezután a trendhatást. Havi adatoknál 12 tagú, negyedéves adatoknál 4 tagú általában mozgóátlagolást alkalmazunk.  A Kondratyjev féle hosszú ciklusok kimutatásánál  éves adatokkal számolunk, legalább 100 év adatára van szükség, a ciklusforduló pontok számításával nyert periódussal dolgozunk, ha pl. ez 5 év akkor 5 éves mozgó átlagolással a Kitchin ciklust, 10 éves mozgó átlagolással a Juglar ciklust, 20 éves mozgó átlagolással a Kuznetz ciklust tudjuk kiküszöbölni. A program lehetővé tesz a lineáris vagy a lineárisra visszavezethető (féllogaritmikus, exponenciális, hiperbolikus, parabolikus stb.) trendek becslését, ezek tesztelését és grafikus ábrázolását, az additív (összegszerű)és multiplikatív (szorzatszerű) kapcsolatok modellezését.
- A konjunktúra-ciklusok elemzése és prognosztizálása. OSZK-MEK (magyar nyelven). Sipos Béla. (Hozzáférés: 2023. május 10.)

- Sipos Béla. Hosszú (Kondratyjev) ciklusok kimutatása a magyarországi mezőgazdaság idősoraiban. Toll és Igazság. Kutatás-Kultúra. 2024.11.25.[21]

## Elhelyezése a cikluselméletek világában
"A cikluselméletek a gazdasági válságok magyarázatára szolgáló klasszikus modellek; közös jellemzőjük, hogy a gazdasági fejlődésben növekedési (expanziós) és visszaesési (kontrakciós) szakaszokat különítenek el, és a statikus piaci egyensúlyi állapot helyett egy dinamikus, kilengésekkel rendelkezı egyensúlyról beszélnek. A rövidtávú ciklusok (3-5 éves Kitchin-féle készletezési ciklus, 7-11 éves Juglar-féle beruházási ciklus és a 15-25 éves, infrastrukturális beruházásokhoz kötődő Kuznets-ciklus) az üzleti szféra többéves mozgásához kötődnek, míg a hosszútávú, 45-60 éves Kondratyjev-ciklusok (hosszúhullámok) és a Braudel által azonosított évszázados (szekuláris) trendek a nagyobb jelentőségű világgazdasági átrendeződésekhez.
Az ipari válság szempontjából a rövid üzleti ciklusokon túlmutató Kondratyjev-ciklusok tekinthetık relevánsnak. Kondratyjev (1980) az ipari és mezőgazdasági alapinputok (pl. kőszén, vasérc, fő gabonafélék) termelésén mutatta ki a ciklusokat, és megállapította, hogy
emelkedő fázisukat megelőzően gyakori a jelentős találmányok megjelenése, a gazdaság termelési viszonyainak megváltozása."

## Magyarországi visszhangja
Magyarországon 1926 és 1948 között a Heller Farkas iskola tagjai ismerték és ismertették Kondratyjev hosszú hullámokkal kapcsolatos kutatási eredményeit. Néhány fontosabb könyv, amit publikáltak e témakörben: 
- Andreich Jenő: A konjunktúrakutatás módszerei,[4] MTA. Budapest, 1937.
- Kádas Kálmán: Áralakulás irányítása és a piaci egyensúly, Közgazdasági könyvtár. XXV. kötet. Budapest, 1941.
- Theiss Ede: Konjunktúrakutatás, A Mérnöki Továbbképző Intézet kiadványai, 15. kötet. 11. füzet. Budapest, 1943.
- Heller Farkas: A közgazdasági elmélet története, Gergely R. Budapest. 1943.
- Sipos Béla. Megatrendek alakulása a világgazdaságban. Toll és Igazság. Kutatás-Kultúra. 2025.01.07.Írta: _ |: Dr. Sipos Béla: Megatrendek alakulása a világgazdaságban. (magyar nyelven), 2025. január 7. (Hozzáférés: 2025. január 7.)
- Sipos Béla. A konjunktúra-ciklusok elemzése és prognosztizálása. Budapest, Magyarország: GlobeEdit (2024) 268 p. ISBN: 9786206797500ShopUi. www.morebooks.de. (Hozzáférés: 2025. június 29.)